# Стояночный отопитель

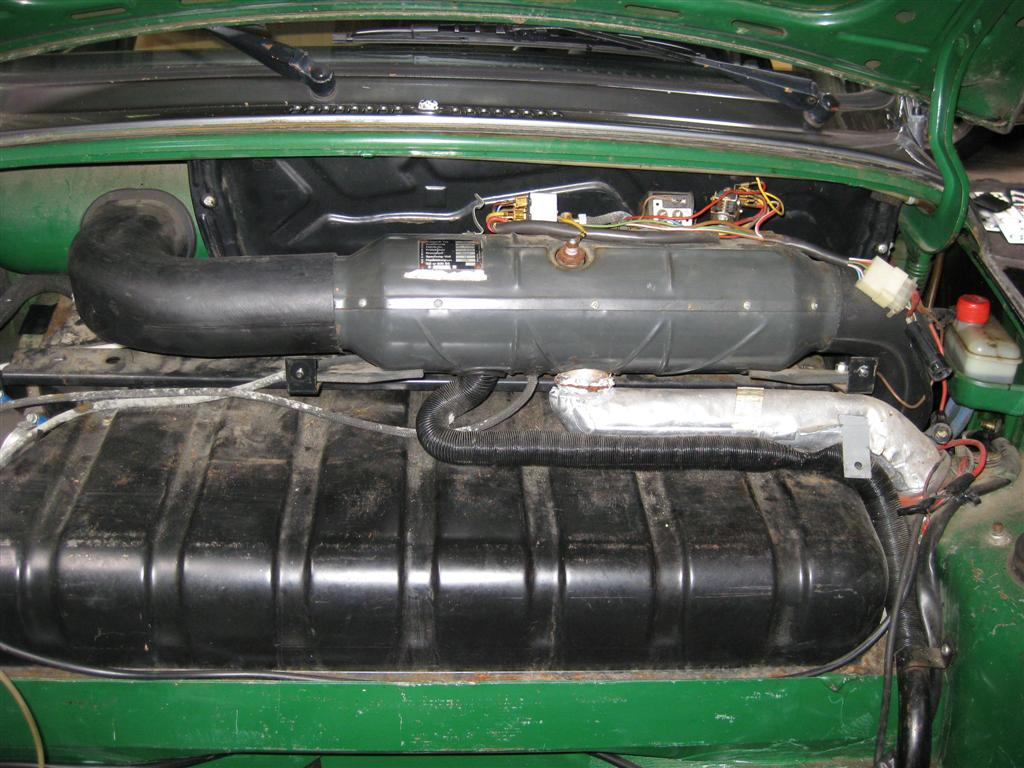
Стояночный отопитель Eberspacher BN2 в Volkswagen Beetle 1303

Стояночный отопитель (в просторечии автономка) — система отопления кабины или салона тягачей, автобусов и некоторых видов железнодорожной и бронетехники. Обычно используется только тогда, когда основной двигатель заглушен.

## Типы стояночных отопителей
- Дизель-генератор, снабжающий автомобиль или другое транспортное средство необходимой энергией, когда основной двигатель заглушен. При этом для обогрева обитаемых помещений могут использоваться как электроотопители, так и тепло, выделяемое двигателем. В гражданской технике применения практически не имеет (за исключением некоторых видов спецтранспорта), основное его применение танки, бронетехника, боевые машины ПВО и тому подобное.
- Автономная печь — представляет собой металлическую печь типа «буржуйка», установленную в транспортном средстве. Находит широкое применение на автомобилях аварийных служб и вахтовых автобусах. Удобна тем, что не расходует энергию аккумуляторной батареи. Может работать как на дровах, так и на жидком топливе.
- «Сухая автономка» — атмосферный воздух, нагреваемый горелкой, работающей на штатном топливе транспортного средства, подается в кабину при помощи электровентилятора. По такому принципу работал штатный отопитель автомобиля «Запорожец» и дополнительный отопитель салона автобусов «Икарус». Для кузовов военных автомобилей типа КУНГ были разработаны отопители ОВ-65 и ОВ-95, работающие на дизельном топливе. Отопитель с подобным принципом работы установлен на вертолётах типа Ми-8. По принципу действия похож на тепловую пушку.
- «Мокрая автономка» — здесь горелкой нагревается не воздух, а жидкость системы охлаждения двигателя, а тепло в салон передается штатной системой отопления, связанной с системой охлаждения двигателя. По такому принципу работает большинство стояночных и дополнительных отопителей современных транспортных средств. На современных автомобилях с высокоэффективными ДВС их тепла в некоторых режимах не хватает для нормального обогрева салона, поэтому «мокрая автономка» находит применение и как штатная система отопления. Состоит из вентилятора, "котла" с камерой сгорания и теплообменника, автономного циркуляционного насоса, электронного блока управления, реле вентилятора отопителя. Такой тип автономного отопителя зачастую одновременно является и предпусковым подогревателем, и позволяет прогреть мотор, не запуская его.

## Уход
Горелка автономки очищается как и обычный примус при помощи тряпки. Случаи загрязнения некачественным топливом собственноручно очистить будет сложно, особенно форсунку подачи топлива в горелку. При плюсовых температурах парафиносодержащая солярка не опасна, но при температурах ниже нуля может вызвать полный отказ в работе.